# Bahnhof Ottrau
Bahnhof Ottrau ist eine Siedlung von Ottrau im Schwalm-Eder-Kreis in Hessen. Sie liegt nordöstlich der Kerngemeinde auf der Gemarkung des Hauptortes Ottrau.

## Geographische Lage
Das kleine Straßendorf liegt zentral in der Gemeinde Ottrau etwa 2 km nordöstlich von Ottrau an den Ausläufern des Knüllgebirges. Nördlich davon liegt der Ottrauer Ortsteil Schorbach, nordöstlich Weißenborn, südöstlich Görzhain, südwestlich die Kerngemeinde, nordwestlich Kleinropperhausen.
Direkt östlich am Dorf und der Boßmühle fließt die Grenff. Durch die Siedlung verlaufen die Landesstraße 3157 und die Kreisstraße 120. Hinzu kommt der Bahnradweg Rotkäppchenland, was den Ortsnamen erklärt.

## Geschichte
Erstmals urkundlich erwähnt wurde der Ort im Jahre 1907, als die Strecke der Knüllwaldbahn eingeweiht wurde. Der Personenverkehr wurde am 1. Juni 1984, der Güterverkehr Ende 1995 eingestellt.